# Prakt-ofrys
Prakt-ofrys, Ophrys tenthredinifera är en orkidéart som beskrevs av Carl Ludwig von Willdenow. 
Prakt-ofrys ingår i ofryssläktet, och familjen orkidéer. Inga underarter finns listade i Catalogue of Life.

## Bildgalleri

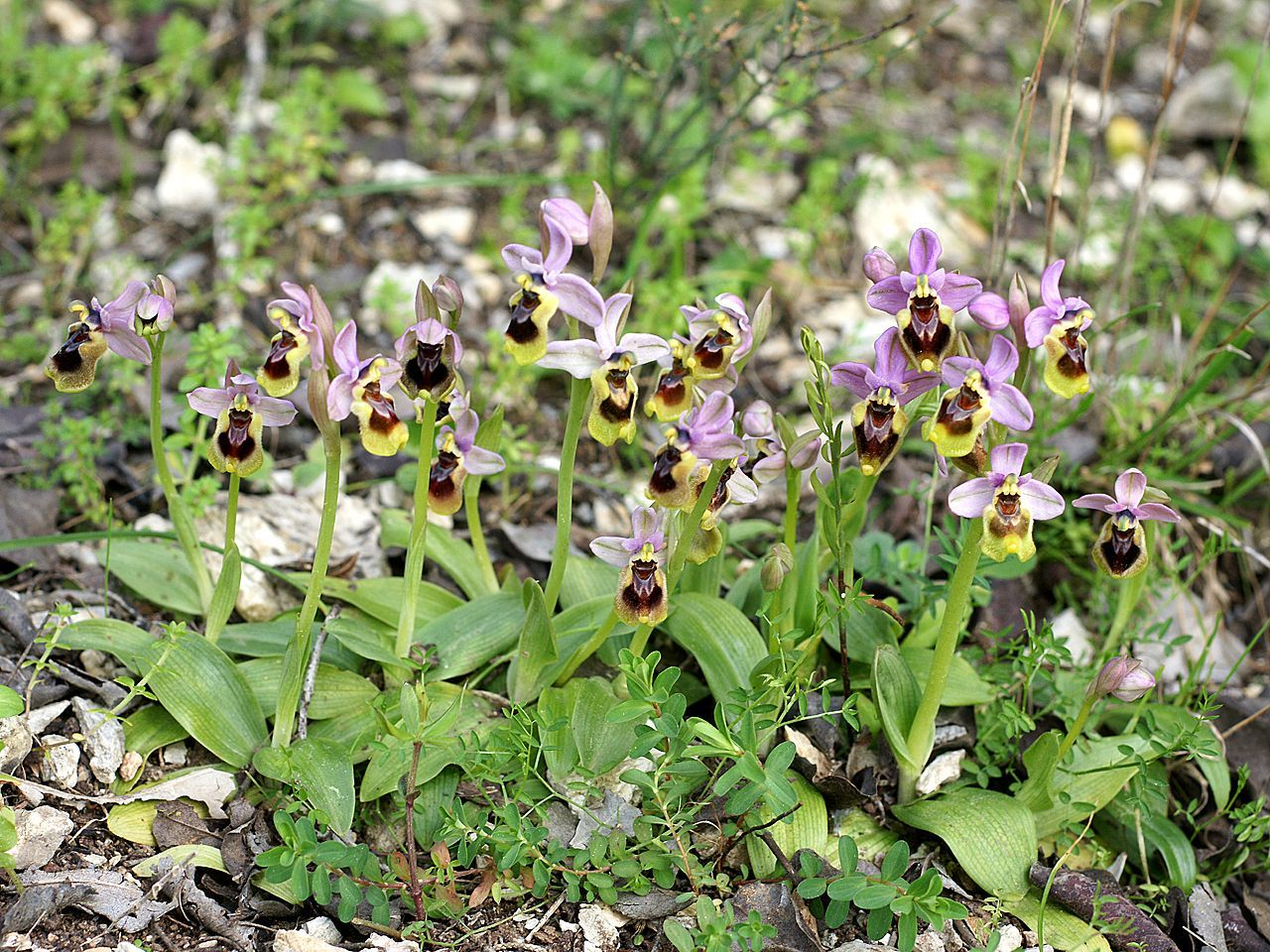
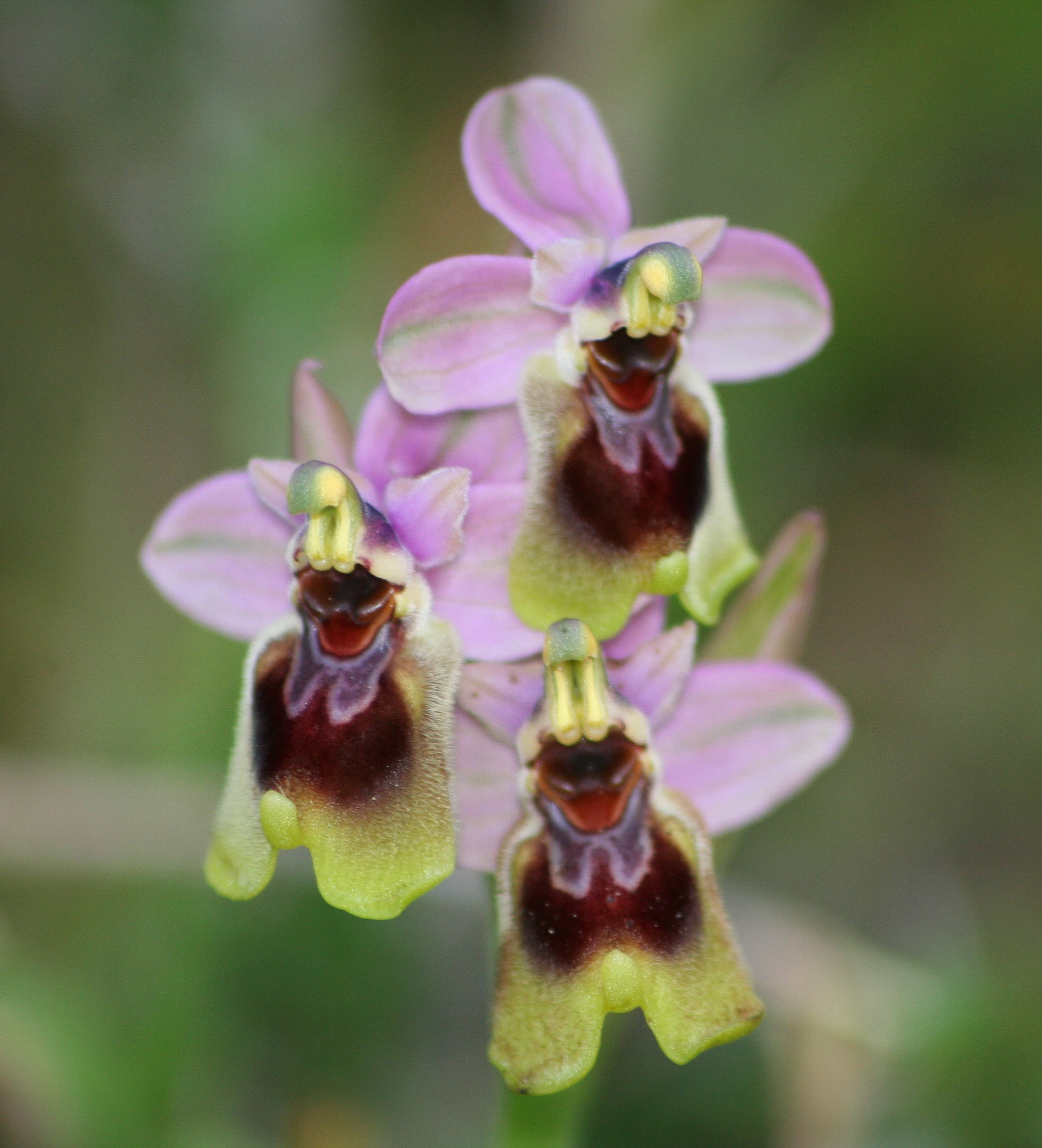
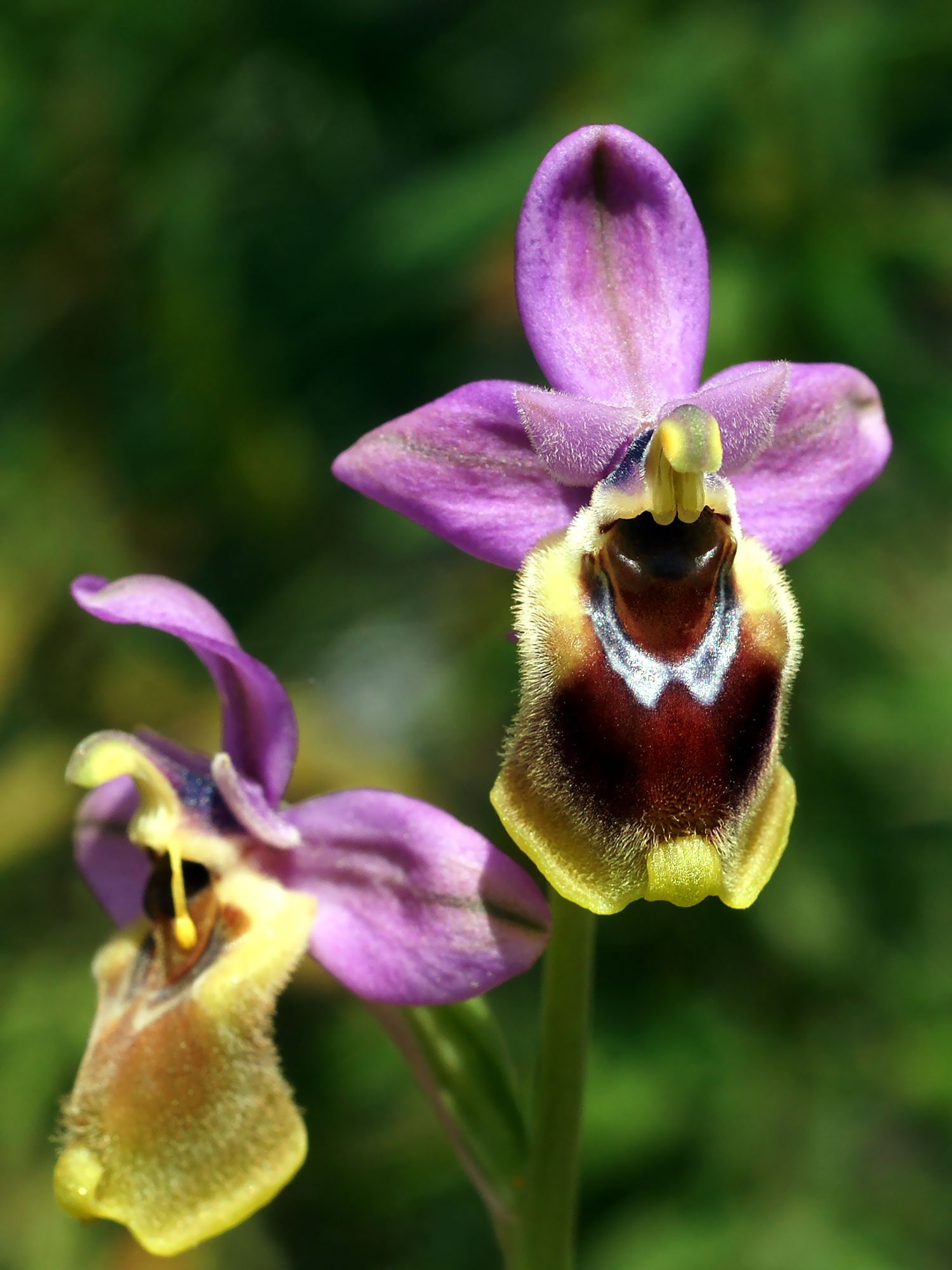
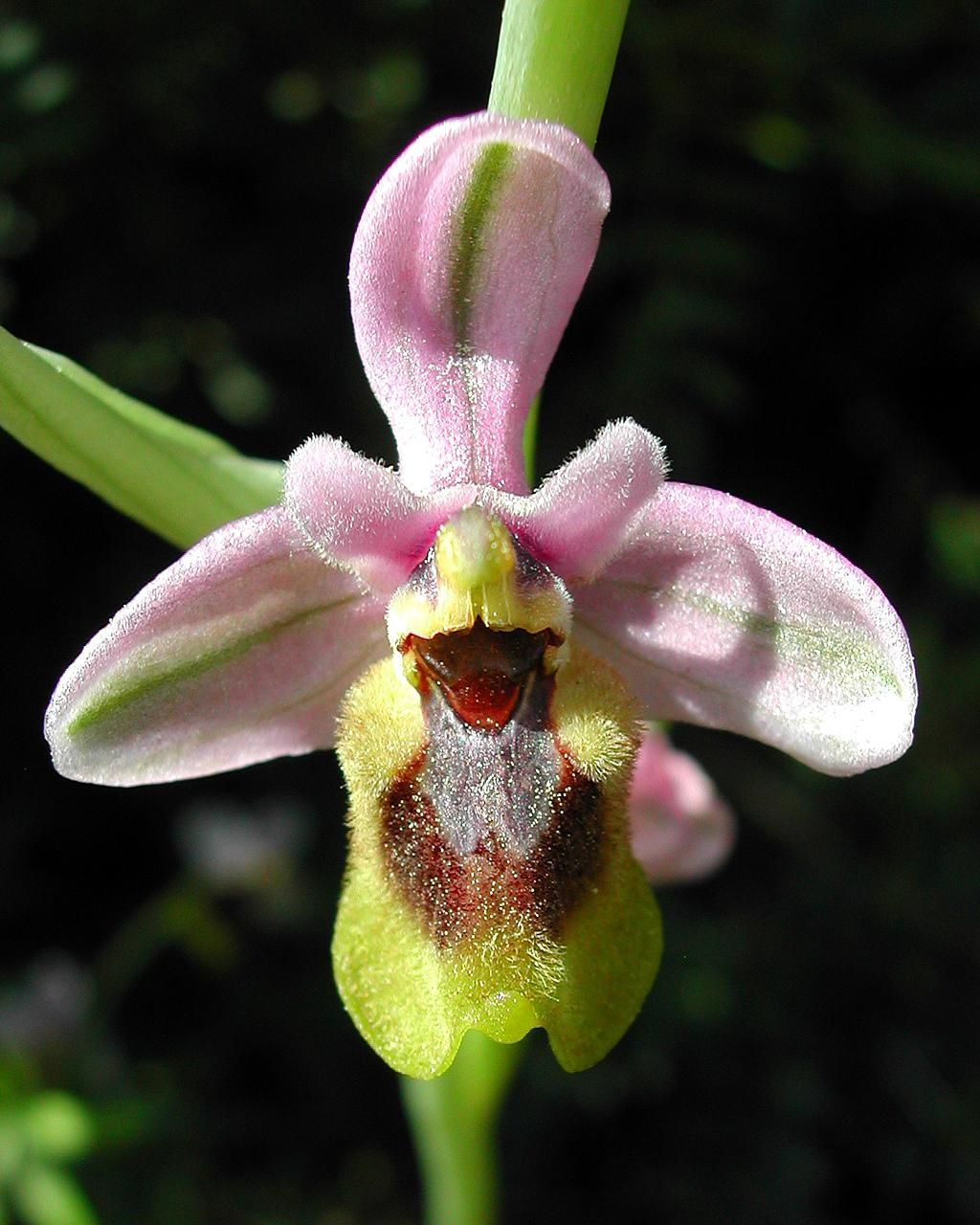
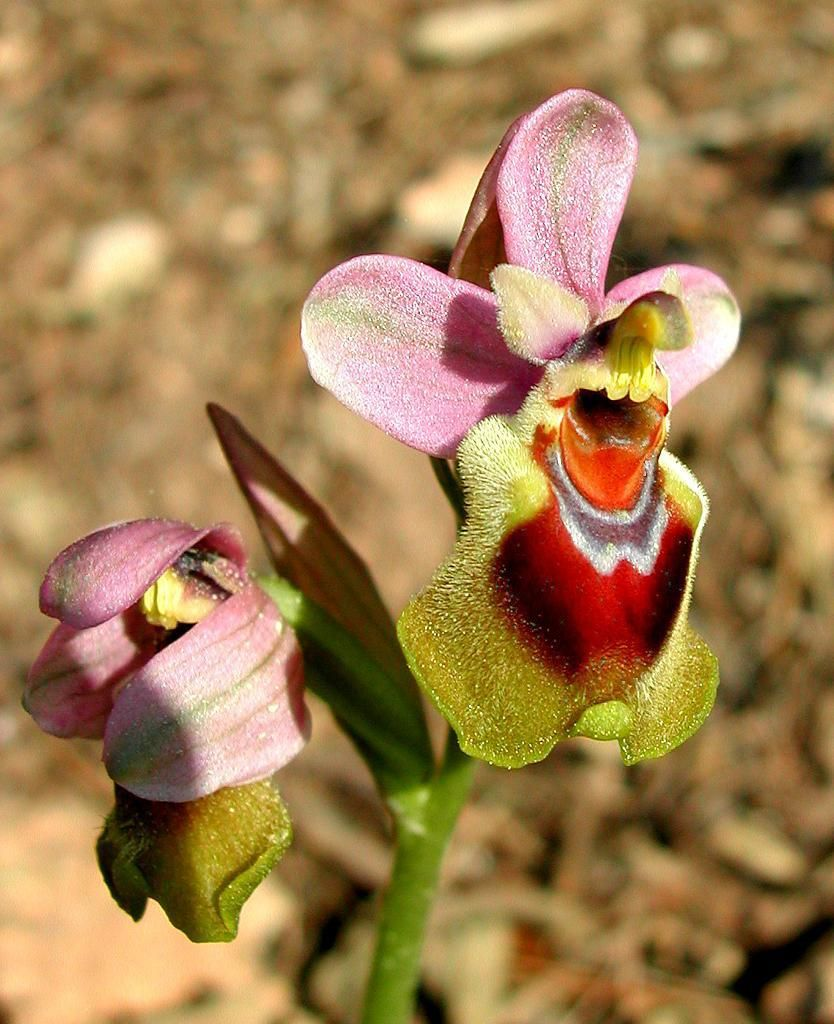
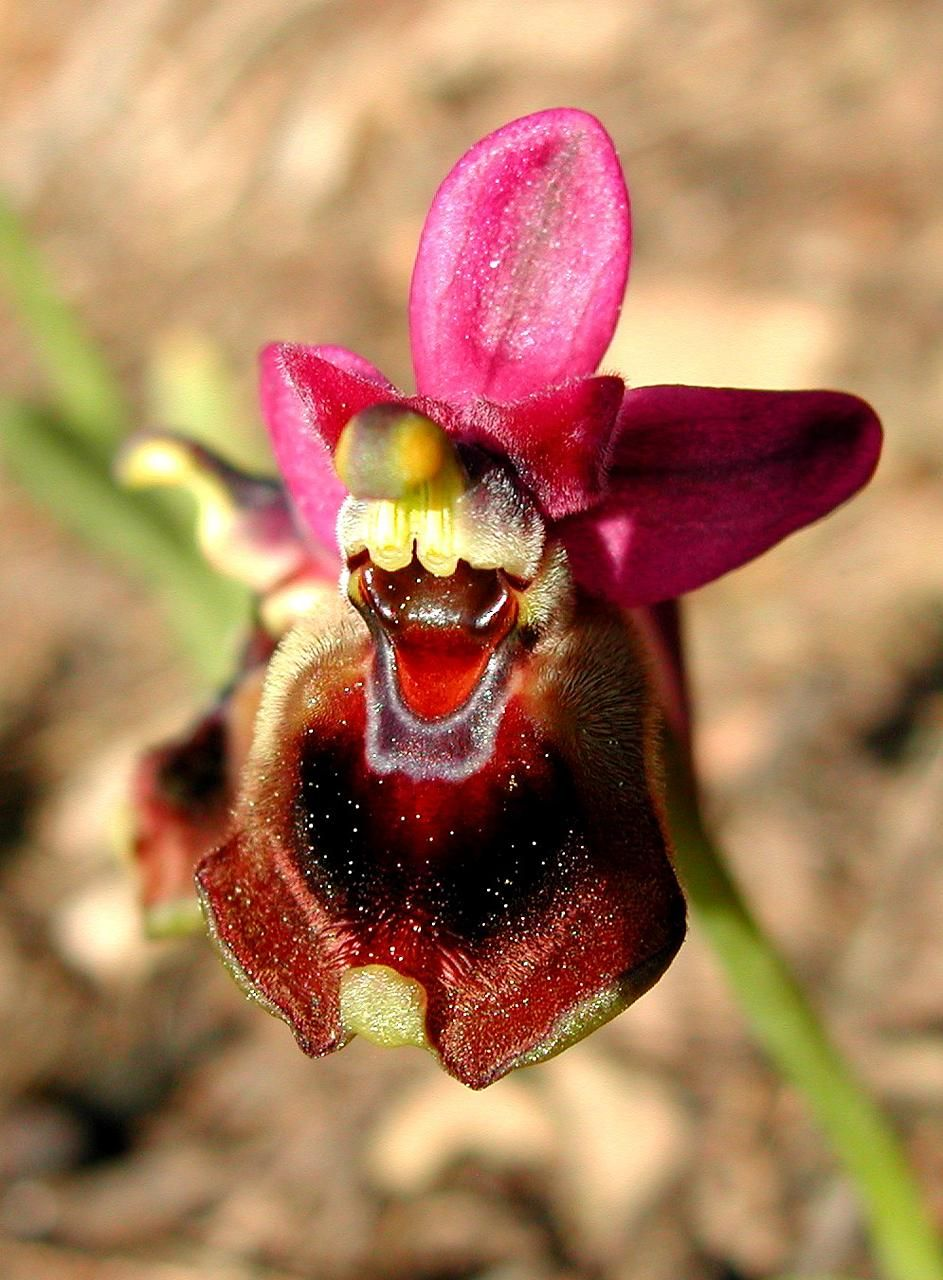